# Akershus
Akershus ( ? i  escolteu-ne la pronunciació en noruec) és una regió tradicional, un antic comtat i un districte electoral de Noruega. Va ser dissolt el 31 de desembre de 2019, quan va ser incorporat al nou comtat de Viken. El comtat limitava amb els comtats de Hedmark, Oppland, Buskerud, Oslo i Østfold, així com amb Suècia (Comtat de Värmland). Akershus era el segon comtat en població després d'Oslo. L'administració del comtat es trobava a Oslo, que no era part del comtat.
El 2016 tenia 594.533 habitants. La seva superfície era de 4.918 km², resultant en un dels comtats més petits de Noruega quant a superfície, però el més poblat després de la capital.

## Etimologia

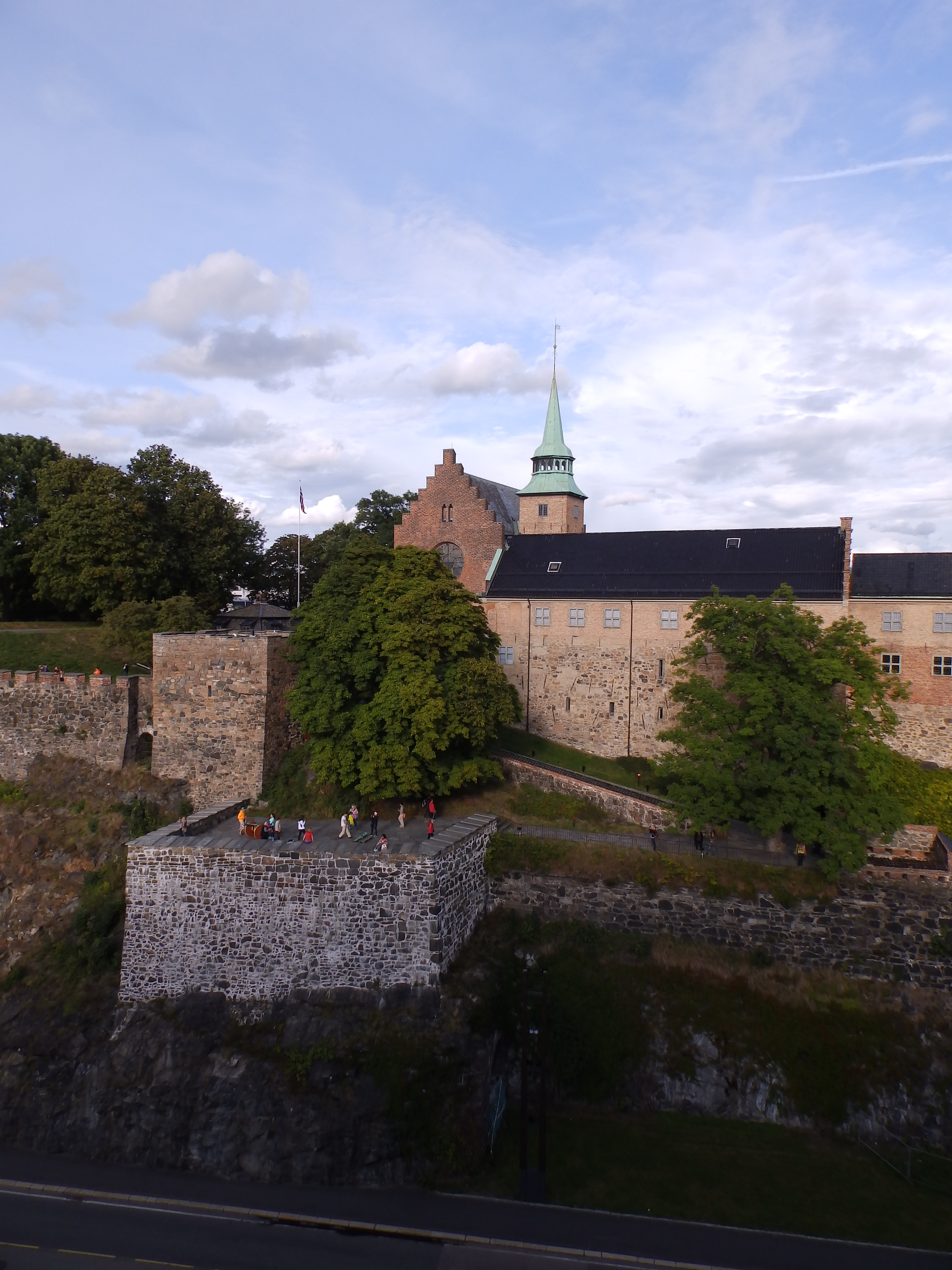
La fortalesa d'Akershus.

El nom del comtat prové del nom de la Fortalesa d'Akershus. La fortalesa va ser construïda el 1299, i el significat del nom és "la (generosa) casa d'(el districte) Aker". Actualment la fortalesa és ara fora d'Akershus (es troba al comtat d'Oslo des del 1842). De fet, l'administració d'Akershus es troba fora del comtat, així, al centre d'Oslo.

## Història
El 1662, Akershus va esdevenir un amt i el 1685 Buskerud es va separar d'Akershus per formar un amt per si mateix. El 1768, Hedmark i Oppland també van ser separats d'Akershus i van formar l'Oplandenes amt. Askim, Eidsberg i Trøgstad van ser incorporats a Østfold. El 1842, la ciutat de Christiania -actualment Oslo- també es va separar per formar el seu propi amt. El 1919, el nom d'amt va ser canviat pel de fylke, que s'usa en l'actualitat. El 1948, Aker, el més gran i municipi més poblat d'Akershus, va ser transferit a Oslo.

### Escut d'armes
L'escut d'armes és modern. Se'ls hi va concedir el 1987. Mostra una gablet de la fortalesa d'Akershus.

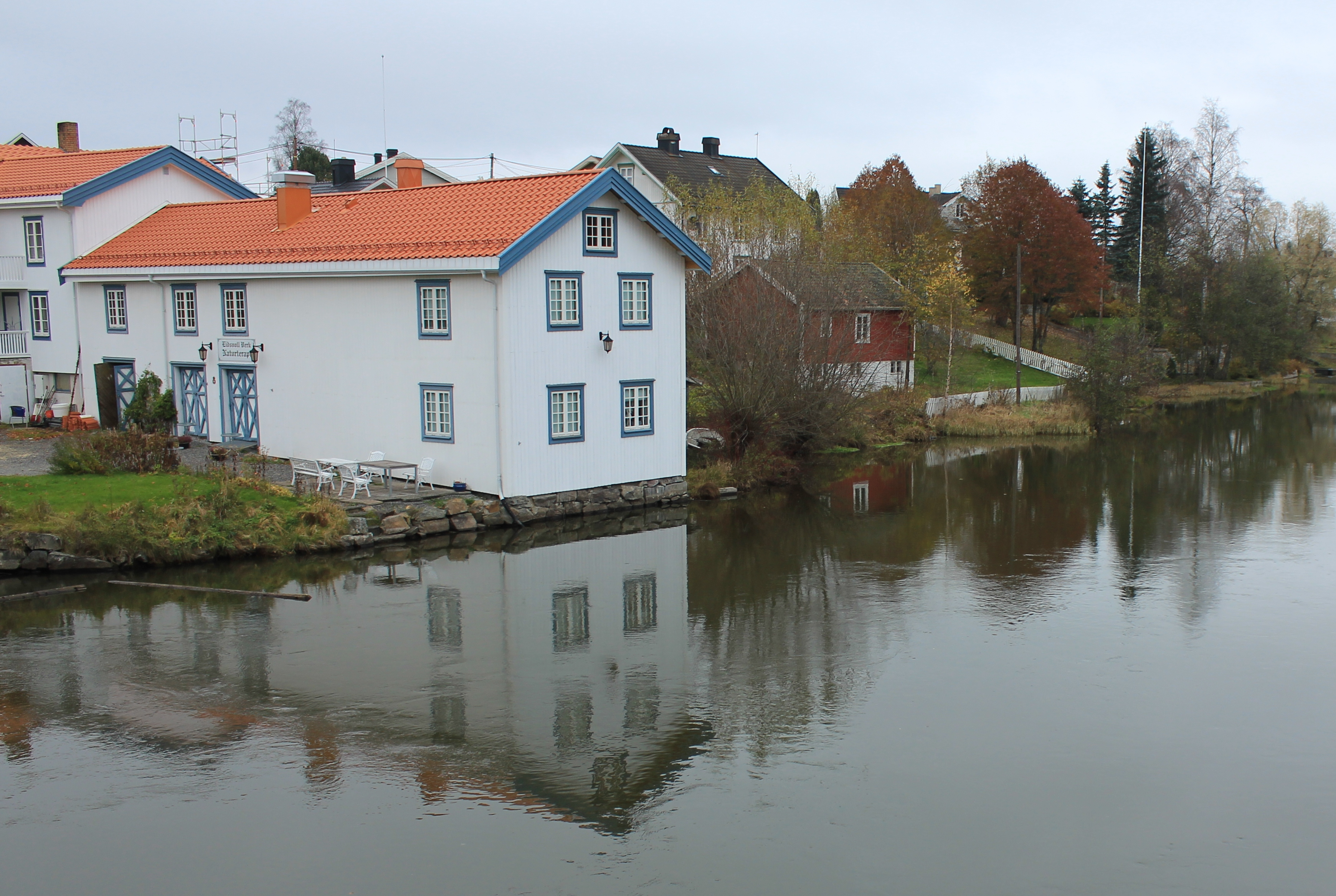
Casa tradicional a la riba de l'Andelva.

## Geografia
El comtat està convencionalment dividit en els districtes tradicionals de Follo i Romerike, que formen la part més gran del territori, així com el petit enclavament a l'oest d'Oslo que inclou Asker i Bærum. Aquest va ser el resultat de la transferència del municipi d'Aker -que envolta Oslo- del comtat d'Akershus a Oslo el 1948.

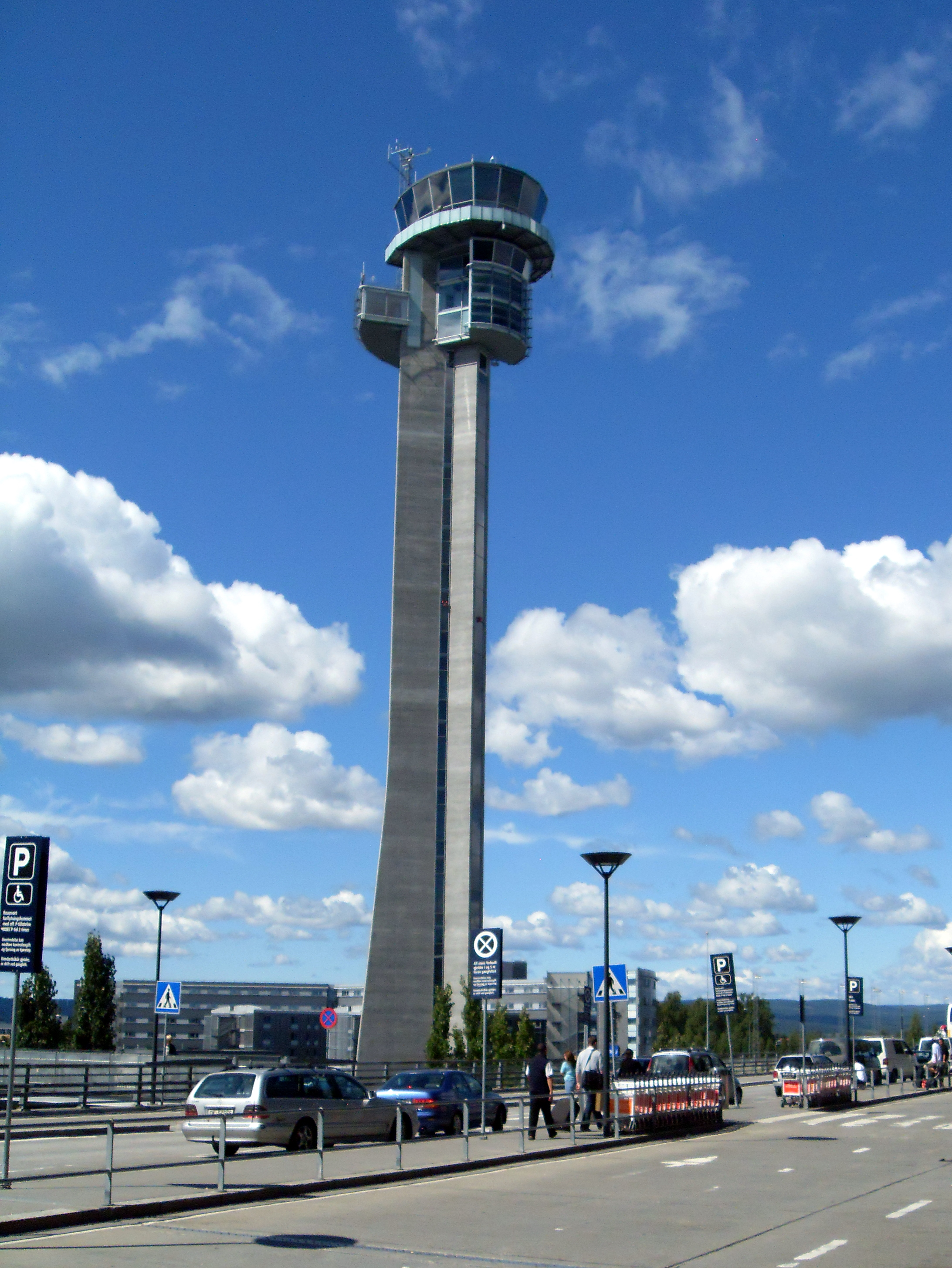
La torre de control de l'aeroport d'Oslo.

Nombrosos suburbis d'Oslo pertanyen a Akershus, especialment Bærum. Això fa del comtat una de les zones més densament poblades del país. A Akershus es troba també part del llac Mjøsa i del riu Glomma. A Akershus també es troba el famós indret històric d'Eidsvoll, 48 km al nord d'Oslo. Allà l'Assemblea Nacional va votar la Constitució de Noruega el 1814. Les possessions del príncep es troben en Asker.

## Infraestructures
El comtat té un gran aeroport internacional, l'Aeroport d'Oslo-Gardermoen. També compta amb dos grans hospitals, l'Hospital Universitari d'Akershus i l'Sykehuset Asker og Bærum.
La carretera principal de l'Europa continental, l'E06, entra pel sud d'Akershus, i s'estén fins a l'est d'Oslo, arran de Gardermoen i al comtat de Hedmark a la costa oriental del llac Mjøsa.
L'E18 entra a Akershus, al sud-est, s'uneix per un curt tram amb E6 en Vinterbro a As, abans de transcórrer sota el centre d'Oslo. L'E18 i després gira cap al sud-oest a través de Bærum i Asker i abans d'entrar al comtat de Buskerud, al nord de Drammen.
L'E16 va des de la intersecció amb E18 a Sandvika al comtat de Buskerud a l'oest de Sollihøgda.

## Divisió administrativa

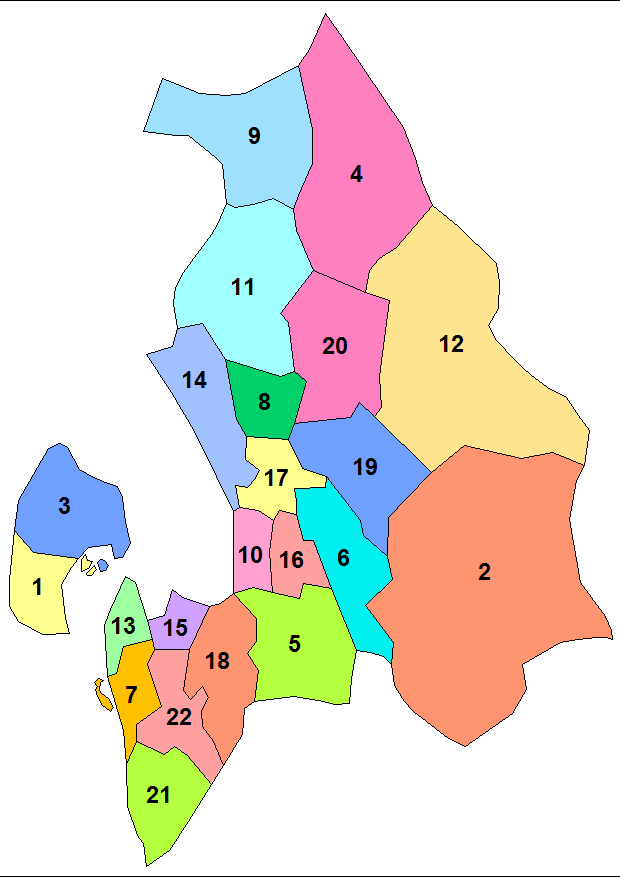
Municipis d'Akershus.

El comtat es divideix en 22 municipis: 
| 1. Asker 2. Aurskog-Høland 3. Bærum 4. Eidsvoll 5. Enebakk 6. Fet 7. Frogn 8. Gjerdrum 9. Hurdal 10. Lørenskog 11. Nannestad | 1. Nes 2. Nesodden 3. Nittedal 4. Oppegård 5. Rælingen 6. Skedsmo 7. Ski 8. Sørum 9. Ullensaker 10. Vestby 11. Ås |